# Прошувка
Прошувка (пол. Proszówka, нім. Gräflich Neundorf) — село в Польщі, у гміні Грифув-Шльонський Львувецького повіту Нижньосілезького воєводства.
Населення — 270 осіб (2011).
У 1975-1998 роках село належало до Єленьоґурського воєводства.

## Демографія
Демографічна структура станом на 31 березня 2011 року:
|          | Загалом | Допрацездатний вік | Працездатний вік | Постпрацездатний вік |
| -------- | ------- | ------------------ | ---------------- | -------------------- |
| Чоловіки | 143     | 24                 | 100              | 19                   |
| Жінки    | 127     | 19                 | 78               | 30                   |
| Разом    | 270     | 43                 | 178              | 49                   |